# Caffricola
Caffricola is een geslacht van vlinders van de familie slakrupsvlinders (Limacodidae).

## Soorten
- C. cloeckneria (Stoll, 1781)
- C. kenyensis Talbot, 1932
- C. vicina Alberti, 1954